# Joibán
Joibán (llamada oficialmente San Salvador de Xoibán) es una parroquia española del municipio de Villalba, en la provincia de Lugo, Galicia.

## Otras denominaciones
La parroquia también es conocida por el nombre de O Salvador de Xoibán.

## Organización territorial
La parroquia está formada por doce entidades de población, constando tres de ellas en el nomenclátor del Instituto Nacional de Estadística español:
- Alamparte
- As Pedriñas
- Bon Aire
- Cascallal (O Cascallal)
- Escoira (A Escoira)
- Fontefría
- Granda (A Granda)
- Igrexa (A Igrexa)
- Lentille
- Muíño (O Muíño)
- O Alto
- Pereiro (O Pereiro)

## Demografía
| Gráfica de evolución demográfica de Joibán entre 2000 y 2021 |
|                                                              |
| Datos según el nomenclátor publicado por el INE.             |